# Levi Brown
Levi James Brown III (Jacksonville, 16 marzo 1984) è un giocatore di football americano statunitense che gioca nel ruolo di offensive tackle per i Pittsburgh Steelers della National Football League (NFL). Fu scelto nel corso del primo giro (5º assoluto) del Draft NFL 2007 dagli Arizona Cardinals. Al college ha giocato a football alla Pennsylvania State University.

## Carriera professionistica

### Arizona Cardinals
Brown fu scelto nel corso del primo giro del Draft 2007 dagli Arizona Cardinals. Il 2 agosto 2007 firmò un contratto di sei anni del valore di 62 milioni di dollari, inclusi 18 milioni garantiti. Nella sua stagione da rookie disputò 13 partite, 11 delle quali come titolare. Nelle quattro stagioni successive non saltò una sola partita come titolare, partendo anche come titolare nel Super Bowl XLIII perso contro i Pittsburgh Steelers, finché un infortunio subito nell'agosto 2012 non gli fece perdere tutta la stagione 2012.
Il 10 ottobre 2010, Brown segnò un touchdown in una gara contro i New Orleans Saints dopo aver recuperato un fumble del quarterback Max Hall nei pressi della goal-line.

### Pittsburgh Steelers
Il 2 ottobre 2013, Brown fu scambiato coi Pittsburgh Steelers per una scelta del Draft da definire.

## Vittorie e premi
Nessuno

## Statistiche
| Partite totali      | 77 |
| Partite da titolare | 75 |
| Fumble recuperati   | 6  |

Statistiche aggiornate alla stagione 2012